# Alex Rossi
Alex Rossi, all'anagrafe Alexandre Rossi (Auch, 3 gennaio 1969), è un cantautore francese di origini italiane.
È stato definito come “il più italiano dei cantanti francesi”.

## Biografia

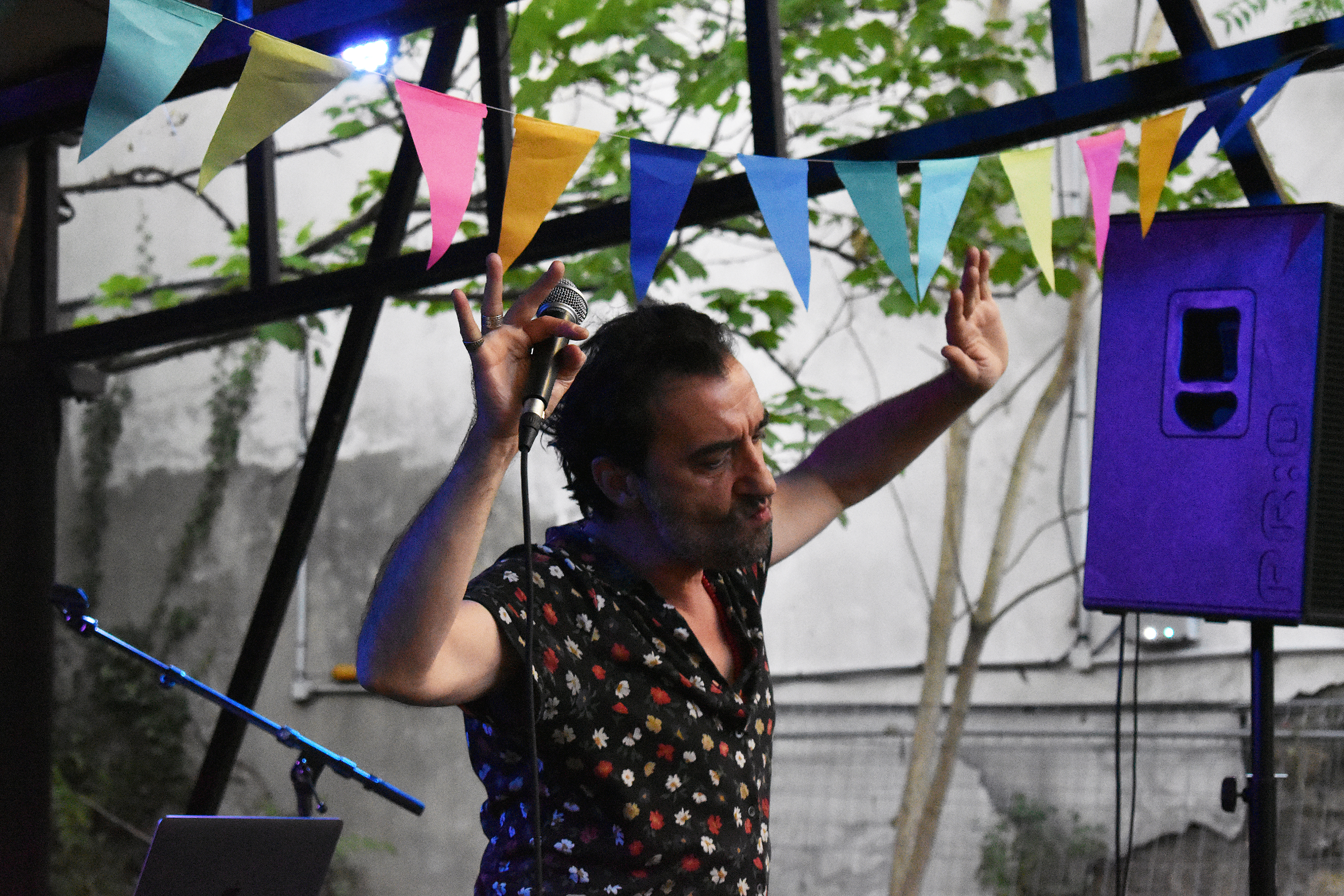

Alex Rossi è nato il 3 gennaio 1969 ad Auch in Francia, nel dipartimento del Gers nella regione dell'Occitania, dove la famiglia paterna, originaria di Campomolino, frazione del comune di Gaiarine in provincia di Treviso, emigrò nel primo dopoguerra per lavorare per proprietari terrieri locali.
A 16 anni comincia a lavorare nel campo musicale in realtà locali, in qualità di speaker per Radio 32 nel 1985 e di disc jockey per il club La nuit nel 1986. Dopo aver studiato cinema all'università di Montpellier, nel 1993 si trasferisce a Parigi, dove inizia a lavorare nel settore cinematografico e televisivo svolgendo le mansioni più disparate e continua da autodidatta a comporre e scrivere proprie canzoni. Nel 1997 esordisce nel mondo discografico, firmando dapprima un contratto con la Mercury, con la quale pubblica i singoli Le cœur du monde nel 1998 e Le bazar nel 1999, a cui fa seguito la raccolta Tour de chauffe nel 1999, e successivamente nel 2000 un contratto con la Edel, con la quale pubblica il singolo A des 1000 nautiques nel 2001.
Negli anni successivi inizia a scrivere canzoni per altri artisti, tra cui Axel Bauer, Dick Rivers e David Hallyday, oltre a pubblicare a suo nome il singolo e videoclip Viens par ici nel 2007, seguito dall'EP My life is a fucking demo e dal 45 giri Je te prends, entrambi pubblicati dall'etichetta discografica Bleeding Gold Records rispettivamente nel 2010 e nel 2012.
La svolta artistica avviene a partire dal 2012, allorquando, alla riscoperta delle proprie origini rital, inizia a pubblicare singoli e videoclip in italiano. Nel 2012 pubblica il videoclip L'ultima canzone, stampato in 45 giri l'anno successivo dall'etichetta discografica Born Bad Records, a cui fanno seguito i videoclip Ho provato di tutto nel 2013 e Domani è un'altra notte nel 2016. Il progetto culmina nella pubblicazione del disco d'esordio Domani è un'altra notte, pubblicato dall'etichetta discografica Kwaidan Records nel 2019, da cui vengono estratti i singoli, i videoclip e gli EP di remix per Tutto va bene quando facciamo l'amore e Faccia a faccia, e l'EP per Vivere senza te. Nel 2020, insieme all'attrice e compositrice Calypso Valois, incide una cover di Solo tu dei Matia Bazar, stampata in 45 giri in 500 copie, mentre Tutto va bene quando facciamo l'amore viene utilizzata come jingle nel programma  Back2Back su Rai Radio 2.
Nel 2022, incide una cover di Adesso sì, domani no per la compilation omaggio a Christophe De Jour comme de Nuit pubblicata dall’etichetta discografica Deviant Disco e pubblica una nuova versione di Tutto va bene quando facciamo l'amore con Ken Laszlo, esattamente a tre anni dall'uscita del disco Domani è un'altra notte. Nel 2023, partecipa al disco Dance'O'Drome del produttore francese Yuksek nel brano Fantasia, mentre nel 2024 collabora con il duo italo-disco milanese Italoconnection in L'Haçienda.
Nel 2025, pubblica il singolo L'amore fa volare, primo estratto dal secondo album per l’etichetta discografica Kwaidan Records e prodotto da Paul de Homem-Christo in arte Play Paul.

## Discografia
Album (CD/LP/LP Promo)
- 2019 - Domani è un'altra notte (Kwaidan Records)

Raccolte (CD Promo)
- 1999 - Tour de chauffe (Mercury)

Singoli (CD Promo)
- 1998 - Le cœur du monde (Mercury)
- 1999 - Le bazar (Mercury)
- 2007 - Viens par ici
- 2013 - L'ultima canzone (Born Bad Records)
- 2019 - Tutto va bene quando facciamo l'amore (feat. Jo Wedin) (Kwaidan Records)

Singoli (CD)
- 2001 - A des 1000 nautiques (Edel)

Singoli (7")
- 2012 - Je te prends (feat. Inès Olympe Mercadal) (Bleeding Gold Records)
- 2013 - L'ultima canzone (Born Bad Records)
- 2020 - Solo tu (feat. Calypso Valois) (Kwaidan Records)

Singoli (digitale)
- 2019 - Tutto va bene quando facciamo l'amore (feat. Jo Wedin) (Kwaidan Records)
- 2020 - Solo tu (feat. Calypso Valois) (Kwaidan Records)
- 2020 - Italo amore (Lifelike vs Alex Rossi - Italo amore (Musumeci edit)) (Future Disco)
- 2021 - Faccia a faccia (Play Paul Remix) (Kwaidan Records)
- 2022 - Tutto va bene quando facciamo l'amore (feat. Ken Laszlo) (Kwaidan Records)
- 2023 - Tutto va bene quando facciamo l'amore (Alessio Peck Remix) (Kwaidan Records)
- 2023 - Tutto va bene quando facciamo l'amore (FakeFunk Remix Remix) (Kwaidan Records)
- 2023 - Tutto va bene quando facciamo l'amore (Marco Maiole Remix) (Kwaidan Records)
- 2025 - L'amore fa volare (Kwaidan Records)

EP (digitale)
- 2010 - My life is a fucking demo (Bleeding Gold Records)
- 2012 - Je te prends (feat. Inès Olympe Mercadal) (Bleeding Gold Records)
- 2012 - Break
- 2019 - Tutto va bene quando facciamo l'amore (Remixes) (feat. Jo Wedin) (Kwaidan Records)
- 2019 - Vivere senza te (Kwaidan Records)
- 2020 - Faccia a faccia (Remixes) (Kwaidan Records)

EP (CD promo)
- 2019 - Tutto va bene quando facciamo l'amore (Remixes) (feat. Jo Wedin) (Kwaidan Records)
- 2019 - Vivere senza te (Kwaidan Records)

Compilation (LP)
- 2020 - AA.VV. - More or less disco (vol. 5) (Partyfine) (Alex Rossi - Tutto va bene quando facciamo l'amore (Yuksek Dskotk remix))
- 2020 - AA.VV. - Future Disco: Visions of Love (Future Disco) (Lifelike vs Alex Rossi - Italo amour (Musumeci edit))
- 2022 - AA.VV. - Christophe, de Jour comme de Nuit (Deviant Disco) (Alex Rossi - Adesso sì, domani no)
- 2022 - AA.VV. - Tsugi Club (Wagram Music) (Alex Rossi - Faccia a faccia (Italoconnection remix radio)')

Compilation (CD)
- 2019 - AA.VV. - La bande-son de l'automne 2019 (Les Inrockuptibles) (Alex Rossi - Vivere senza te (radio edit))

Compilation (digitale)
- 2011 - AA.VV. - 1'05 (Winter Records Volume 5) (Winter Records) (Alex Rossi - Parlons peu)
- 2011 - AA.VV. - Cult of the hopeless (Bleeding Gold Records) (Alex Rossi - Dans la peau de John Kennedy Toole)
- 2012 - AA.VV. - 11"x14" BGR Poster (Bleeding Gold Records) (Alex Rossi - Je te prends (Indoor Voices remix))
- 2013 - AA.VV. - Sampler Digital - Février 2013 (Magic) (Alex Rossi - L'ultima canzone)
- 2013 - AA.VV. - Live tombés pour la France (Alex Rossi - L'ultima canzone, Rouge rose, Chair et canon)
- 2015 - AA.VV. - Les experts en désespoir (Freaksville Records) (Alex Rossi & Frédéric Lo - La chanson la plus triste de monde)
- 2016 - AA.VV. - Underground French pop: the sound of Freaksville Records 2006-2016 (Freaksville Records) (Alex Rossi & Frédéric Lo - La chanson la plus triste de monde)
- 2017 - AA.VV. - Télévisée (Pschent Music) (Alex Rossi - Al dente)
- 2022 - AA.VV. - Tsugi Club (Wagram Music) (Alex Rossi - Faccia a faccia (Italoconnection remix radio)')

Collaborazioni
Album (CD)
- 2003 - Axel Bauer - La désintégrale (Mercury) (coautore in Qui me protège?)
- 2003 - Dick Rivers - Autorivers (Mouche Records / Une Musique) (coautore in En danseuse)
- 2004 - Ballu - Vol. 1 (coautore in Te touche pas ma biche)
- 2004 - David Hallyday - Satellite (Polydor) (coautore in D'un peu plus près)
- 2014 - David Madi - Amour nuit (Universal) (coautore in L'amour nuit)
- 2016 - Frédéric Lo - Juillet Août (B Original) (voce in Con questo amore)
- 2018 - Slove - Le touch (Pschent Music) (coautore, voce in Quale follia)
- 2023 - Yuksek - Dance'O'Drome (Partyfine) (autore, voce Fantasia)

Album (LP)
- 2013 - Sandie Trash - Salve regina (Bleeding Gold Records) (autore in Chienne de l'enfer, J'en ai vu d'autres, voce in Mon amour vs)
- 2018 - Slove - Le touch (Pschent Music) (coautore, voce in Quale follia)
- 2021 - Plaisir de France - #20 (autore, cocompositore, voce in Chien)
- 2023 - Yuksek - Dance'O'Drome (Partyfine) (autore, voce Fantasia)

Album (digitale)
- 2012 - Ballu - Vol. 2 (coautore in Te touche pas ma biche)
- 2019 - Bon Entendeur - Aller-retour (Columbia / Sony Music) (autore, voce in Basta così)
- 2021 - Plaisir de France - #20 (autore, cocompositore, voce in Chien)

Album (CD promo)
- 2021 - Plaisir de France - #20 (autore, cocompositore, voce in Chien)

Singoli (7")
- 2013 - Sandie Trash - Quand je serais grande je serais punk (Bleeding Gold Records) (voce in Mon amour vs)

Singoli (digitale)
- 2024 - Italoconnection - L'Haçienda (Kwaidan Records) (coautore, cocompositore, voce)
- 2024 - Italoconnection - L'Haçienda (Armonics Remix) (Kwaidan Records) (coautore, cocompositore, voce)

EP (digitale)
- 2018 - Slove - La discoteca (Pschent Music) (coautore, voce in Quale follia, La discoteca)

Compilation (digitale)
- 2016 - AA.VV. - Technikart 04 - Déjà l'automne (Plugz) (Slove feat. Alex Rossi - Quale follia)
- 2019 - AA.VV. - French Songs in a Bittersweet Mood (Cézame) (Patchworks & Alex Rossi - C'est pas Sérieux, Sexy Sixties)

Compilation (CD promo/digitale)
- 2018 - AA.VV. - Coup d'soleil (Pschent Music) (Slove feat. Alex Rossi - La discoteca)

## Videografia
- 2007 - Alex Rossi - Viens par ici (regia di Thierry Gautier e Sylvain Leduc)[30]
- 2012 - Alex Rossi - L'ultima canzone (regia di Thierry Gautier e Sylvain Leduc)[31]
- 2013 - Alex Rossi - Ho provato di tutto (regia di Fred Ghanem e Sébastien Lopez-Stagh)[32]
- 2016 - Alex Rossi - Domani è un'altra notte (regia di Thierry Gautier e Sylvain Leduc)[33]
- 2016 - Alex Rossi - La famiglia (Daft Punk teachers cover) (regia di Julien Hubert)[34]
- 2019 - Alex Rossi feat. Jo Wedin - Tutto va bene quando facciamo l'amore (regia di Marco Dos Santos)[35]
- 2020 - Alex Rossi feat. Calypso Valois - Solo tu (regia di Marco Dos Santos)[36]
- 2021 - Alex Rossi - Faccia a faccia (regia di Marco Dos Santos)[37]
- 2024 - Italoconnection feat. Alex Rossi & Bunny X - L'Haçienda (Marco Dos Santos)[38]
- 2025 - Alex Rossi - L'amore fa volare (Marco Dos Santos)[39]

## Colonne sonore
- La canzone Con questo amore è presente nel lungometraggio Juillet Août (2016) di Diastème.
- La canzone L'ultima canzone è presente nel cortometraggio Fiato corto (2017) di Giovanni Iavarone.
- La canzone Ho provato di tutto è presente nel cortometraggio Distant (2017) di Guido Tabacco.
- La canzone Chair et canon è presente nella serie televisiva Un si grand soleil (2018).
- Le canzoni Domani è un'altra notte e Quale follia sono presenti nella serie televisiva Luis Miguel (2018).
- La canzone Quale follia è presente nel cortometraggio Keep going (2019) di Max Joseph.
- La canzone Domani è un'altra notte è presente nella serie Maradona: sogno benedetto (2021).
- La canzone Faccia a faccia è presente nella serie Élite - Storie brevi: Patrick (2021).
- La canzone Tutto va bene quando facciamo l'amore è presente nel lungometraggio Clèves (2021) di Rodolphe Tissot.
- La canzone Tutto va bene quando facciamo l'amore è presente nella serie Les papillons noirs (2022).
- La canzone Tutto va bene quando facciamo l'amore è presente nella serie Détox (2022).[40]
- La canzone Tutto va bene quando facciamo l'amore è presente nella campagna pubblicitaria della casa di moda italiana Pucci (2022-2023).
- La canzone Je te prends è presente nella campagna pubblicitaria dei gioielli Rose des Vents della casa di moda francese Christian Dior (2023-2024).
- La canzone Tutto va bene quando facciamo l'amore è presente nel lungometraggio Iris et les Hommes (2024) di Caroline Vignal.
- La canzone Tutto va bene quando facciamo l'amore è presente nel lungometraggio Avec ou sans enfants ? (2025) di Elsa Blayau.

## Filmografia
- 2008 - Le scorpion bleu (Stéphane Sinde)[41]
- 2018 - 12H avec Donald Pierre (24H c'était trop long) (Ela Smithee)[42]